# Resuscitarea cardiopulmonară
Resuscitarea cardiopulmonară (CPR) este o procedură de urgență care combină compresiile toracice cu ventilație artificială într-un efort de a păstra manual funcția intactă a creierului până când se iau măsuri suplimentare pentru a restabili circulația spontană a sângelui și respirația la o persoană care se află în stop cardiac. Se recomandă celor care nu prezintă semne vitale adică respirație sau respirație anormală, de exemplu, respirațiile agonice.
CPR implică compresii toracice la adulți între 5 cm (2,0 in) și 6 cm (2,4 in) adâncime și cu o rată de cel puțin 100 până la 120 pe minut. De asemenea, salvatorul poate furniza ventilație artificială fie prin expirarea aerului prin gura sau nasul subiectului (resuscitare gură la gură), fie prin utilizarea unui dispozitiv care împinge aerul în plămânii subiectului (ventilație mecanică). Recomandările actuale pun accentul pe compresii precoce ale pieptului de înaltă calitate  deasupra ventilației artificiale; o metodă CPR simplificată care implică numai comprimări ale toracelui este recomandată pentru salvatorii netratați. La copii, totuși, numai compresiile pot duce la rezultate mai grave, deoarece la copii, problema apare în mod normal dintr-o problemă respiratorie mai degrabă decât cea cardiacă.  Raportul comprimării toracice la respirație este stabilit la 30 până la 2 la adulți.
Numai CPR este puțin probabil să repornească inima. Scopul său principal este de a restabili fluxul parțial de sânge oxigenat în creier și inimă. Obiectivul este de a întârzia moartea țesuturilor și de a extinde fereastra scurtă de oportunitate pentru o resuscitare reușită fără afectarea permanentă a creierului. Administrarea unui șoc electric asupra inimii subiectului, denumită defibrilare, este de obicei necesar pentru a restabili un ritm cardiac viabil sau „perfuzabil”. Defibrilarea este eficientă numai pentru anumite ritmuri ale inimii, și anume fibrilația ventriculară sau tahicardia ventriculară pulsată, mai degrabă decât asistolă sau activitate electrică fără impulsuri. Este recomandat șocul timpuriu când este cazul. CPR poate reusi sa induca un ritm cardiac care poate fi afectat. În general, CPR este continuată până când persoana revine la circulația spontană (ROSC) sau este declarată moartă.

## Legături externe
- Materiale media legate de Resuscitarea cardiopulmonară la Wikimedia Commons

- 2010 American Heart Association Guidelines for Cardiopulmonary Resuscitation and Emergency Cardiovascular Care
- ERC European Resuscitation Council
- CPR Arhivat în 4 octombrie 2017, la Wayback Machine.: NHS Choices
- How to resuscitate a child Arhivat în 9 ianuarie 2012, la Wayback Machine.: NHS Choices
- 5 Components of High Quality CPR: AED Philippines